# Rózsaszín Pittbull
A Rózsaszín Pittbull egy magyar punkzenekar, amely 1995-ben alakult. Főként politikai, antiklerikális és aberrált szexuális töltetű dalszövegeikkel hívták fel magukra a figyelmet.

## Története
Az alapítás oka egy borzalmas koncert volt, melyen a négy alapító: Kassai Gábor (ének), Czene András (basszusgitár), Murka Zsolt (szólógitár), Lelovics Roland (dobok) úgy gondolták, hogy mindennemű zenei előképzettség nélkül tudnak hasonlót alkotni, mint amit a rendezvényen hallottak. Egyetlen alkalomra tervezték az egészet, ám sikerük annyira átütő volt, hogy hamarosan elkezdték készíteni első demójukat. Ez volt a „Rémek a Putyilov gyárban”, mely 1997-ben jelent meg. Nem sokkal ezután Murka helyére Erdős László került, vele készült el a második demó, a „Béla bá Forevör”. Ám az új gitáros metálosabb zenét szeretett volna játszani, s ezért helyére Méhn Zoltán került. Vele készítették el a „Ne legyél már genyó, add kölcsön a bicsajod!” című, már országosan ismert lemezt.
A felállás ezután sem volt stabil: Virágh Gábor László érkezett szólógitárra, Marsi Zsolt pedig dobra. Ám utóbbi nem vált be, s Albert Ákos lett az állandó dobos. Vele készítették el sikeresebb számaikból a „Világslágerek magyarul 1997-2000” című válogatást. 2002-ben egy vadabb, ütősebb lemezzel, a „Kés, villa, anál”-lal jelentkeztek. A sikert azonban beárnyékolta, hogy az év szeptemberében Czene András autóbalesetben életét vesztette. A tragédiát követően nem sokkal az együttes talpra állt, a basszusgitárra Varjasi Adrit hozták. 2004-ben aztán Albert Ákos, majd az énekes Kassai Gábor is otthagyták a zenekart, személyes okok miatt. Ez a zenekar feloszlásával járt együtt.
Két év szünet után Virágh Gábor László testvére, Virágh Dániel Árpád vállalta, hogy segít feltámasztani a zenekart, ekkor még Pittbull-pótló néven. Mellé basszusgitárra Kunos Péter, dobra pedig Bóka Roland érkezett. Őt azonban hamarosan elődje, Matus Péter váltotta. Az új felállás lelkiismeretesen játszott, a kritikák ellenére is. Ezután Nagy Imre énekelt egy darabig (ekkor már Rózsaszín Pittbull néven zenéltek). Virágh Gábor László távozásával Méhn Zoltán visszatért a zenekarba, majd Kassai Gábor is visszatért, így Nagy Imre dobosként folytatta tovább.
2009-ben aztán új lemezzel, a „(R)evolúció”-val jelentkeztek, amelyen már ismét Kassai énekel. Ezt követte a 2010-es „Bongfoglalás” című album, amely egy marihuána-alapú társadalmat mesélt el, a kezdetektől a végig. A lemez különlegessége, hogy kétféle változatban is megjelent: az úgynevezett „mesés verzió” szöveges narrációt is tartalmazott a dalok között. Ezt a lemezt, akárcsak az előzőt, az Interneten ingyenesen letölthetővé tették. Az egyre kiforrottabban működő felállás 2012-ben kiadta a „Szén City” című lemezt, amelyet városuk, Komló után neveztek el.
2013-ban aztán ismét változás történt: az énekesi poszton Kassai Gábort Jepy váltotta (egy rövid ideig pedig Fenyvesi Barna is énekes volt). Már az ő hangjával készült el 2014-ben a „Rózsaszín álom” című maxi, illetve az ezen hallható számokat is tartalmazó nagylemez, a „Rejsz Royce, avagy végcél a végbél”. 2015 júliusában aztán Jepy a Flegma nevű zenekarba távozott, helyére ismét Kassai Gábor került. 2019-ben Kassai Gábor végleg visszavonult, így ismét Jepy került a zenekar frontemberi pozíciójába.

## Botrányok
A zenekart dalszövegei miatt többször érte kritika, főként a politikai töltetűek okán, amelyekről gyakran nem lehet egyértelműen eldönteni, hogy baloldali, avagy jobboldali gondolatokat hordoznak (éppen azért, mert igazából egyik oldalét sem). Ugyanez volt a helyzet a „Cserbenhagyottjaink” című 2015-ös számukkal, mely a német Daily Terror zenekar „Hinterlist” című számának a feldolgozása. Dalszövegében a magukra maradt hajléktalan emberek keserűségét fejezi ki az egyre nagyobb számban érkező migránsokkal szemben, akik fel vannak háborodva azon, hogy a migránsokat mindenki segíti, őket meg senki – ezt kiegészítve néhány trágár kifejezéssel, amiben a menekültek hazatoloncolását követelik. A dal miatt november 9-én számos punkegyüttes bejelentette, hogy bojkottálják az éves Punkkarácsonyt, mert „náci zenekarral” nem hajlandóak egy színpadra állni. Az eset után maga a Rózsaszín Pittbull jelentette be, hogy nem lépnek fel a rendezvényen. Az akkor eléggé feszült politikai légkörben megindultak a támadások a zenekar ellen: Facebook-oldalukat töröltették és gyűlölködő kommentek százait kapták a különféle internetes fórumokon. Mások viszont nagyon jónak és kifejezőnek találták a dalszöveget, és éppen az azzal szembeni gyűlölködést találták visszataszítónak. A dolgokra csak ráerősített, hogy pár nappal később történt Párizsban egy terrortámadás, amelyet sokan a dalban megénekelt dolgok igazolásának tekintettek. Kassai Gábor énekes az eseményeket úgy kommentálta, hogy köszöni szépen, amiért ekkora nézettséget hoztak a mesterséges botránnyal az új számuk videóklipjének (egy hétig a legnézettebb magyar tartalom volt a YouTube-on), ami magától talán nem jött volna össze. Véleménye szerint van különbség migráns és migráns között is, a dal nem a háború elől menekülők, hanem a „jobb megélhetést keresők” és a „cirkuszt csinálók” ellen szól. Furcsának tartotta továbbá, hogy éppen egy olyan társaság rekesztette ki őket maguk közül, mint a szólásszabadságért harcoló magyar punkzenekarok, mert ők is ezért harcoltak mindig is, ezért íródott a szám is, és éppen ezért nem kérnek bocsánatot miatta senkitől sem. Azt nem árulta el, hogy a dal tulajdonképpen komoly vagy viccre vett szövegű, ezt későbbre ígérte, amikor az indulatok lecsillapodnak.

Jelenlegi tagok
- Méhn Zoltán – szólógitár (1999–2000, 2008–)
- Kunos Péter – basszusgitár (2006–)
- Nagy Imre – dobok (2008–), ének (2007–2008)
- Jepy - ének (2013-2015), ének (2019-)

|
Korábbi tagok
- Kassai Gábor – ének (1995–2004, 2008–2013, 2015–2019)
- Mercz Melinda – ének (1997–1998)
- Virágh Dániel Árpád – ének (2006–2007)
- Fenyvesi Barna – ének (2013–2014)
- Murka Zsolt – szólógitár (1995–1996)
- Erdős László – szólógitár (1997–1998)
- Virágh Gábor László – szólógitár (2000–2004, 2006–2008)
- Czene András – basszusgitár (1995–2002) †
- Varjasi Adri – basszusgitár (2002–2004)
- Lelovics Roland – dobok (1995–2000)
- Marsi Zsolt – dobok (2000)
- Albert Ákos – dobok (2000–2004)
- Bóka Roland – dobok (2007)
- Matus Péter – dobok (2007–2008)

|}

## Diszkográfia

### Stúdióalbumok
- Ne legyé má' genyó! (Add kőcsön a bicsajod!) (1999)
- Kés, villa, anál (2002)
- (R)evolúció (2009)
- Bongfoglalás (2010)
- Szén City (2012)
- Rejsz Royce, avagy végcél a végbél (2014)

### Válogatáslemezek
- Világslágerek magyarul 1997-2000 (2000)
- 25. Avagy kételkedem, tehát vagyok (2020)

### Demók
- Rémek a Putyilov gyárban (1997)
- Béla bá forevör (1998)
- Szén City demó (2012)

### Kislemezek, maxik
- Rózsaszín álom (maxi, 2014)
- Cserbenhagyottjaink (kislemez, 2015)
- Bélből rottyant mesék (kislemez, 2017)
- ...avagy Béla mindent visz (maxi, 2021)

## Külső hivatkozások
- Hivatalos weboldal
- Leírás a zenekarról Archiválva 2012. március 21-i dátummal a Wayback Machine-ben
- Fórum